# Hideo Ōshima
Hideo Ōshima (大島 秀夫 Ōshima Hideo?, nacido el 7 de marzo de 1980 en Isesaki, Gunma) es un exfutbolista y entrenador japonés, actualmente dirige a Yokohama F Marinos . Jugaba de delantero y su último club fue el Giravanz Kitakyushu de Japón.

## Trayectoria

### Clubes
| Club                | País  | Año         |
| ------------------- | ----- | ----------- |
| Yokohama Flügels    | Japón | 1998        |
| Kyoto Purple Sanga  | Japón | 1999 - 2000 |
| Montedio Yamagata   | Japón | 2001 - 2004 |
| Yokohama F. Marinos | Japón | 2005 - 2008 |
| Albirex Niigata     | Japón | 2009 - 2011 |
| JEF United Chiba    | Japón | 2011        |
| Consadole Sapporo   | Japón | 2012        |
| Giravanz Kitakyushu | Japón | 2013 - 2016 |

### Clubes como Entrenador
| Club               | País  | Año    |
| ------------------ | ----- | ------ |
| Yokohama F Marinos | Japón | 2025 - |

## Estadística de carrera

### J. League
| Club                | Año   | J. League | J. League | Copa J. League | Copa J. League | Total | Total |
| Club                | Año   | Part.     | Goles     | Part.          | Goles          | Part. | Goles |
| ------------------- | ----- | --------- | --------- | -------------- | -------------- | ----- | ----- |
| Yokohama Flügels    | 1998  | 6         | 0         | 0              | 0              | 6     | 0     |
| Kyoto Purple Sanga  | 1999  | 4         | 0         | 3              | 0              | 7     | 0     |
| Kyoto Purple Sanga  | 2000  | 0         | 0         | 1              | 0              | 1     | 0     |
| Montedio Yamagata   | 2001  | 43        | 12        | 2              | 0              | 45    | 12    |
| Montedio Yamagata   | 2002  | 38        | 6         | -              | -              | 38    | 6     |
| Montedio Yamagata   | 2003  | 42        | 9         | -              | -              | 42    | 9     |
| Montedio Yamagata   | 2004  | 43        | 22        | -              | -              | 43    | 22    |
| Yokohama F. Marinos | 2005  | 28        | 9         | 3              | 0              | 31    | 9     |
| Yokohama F. Marinos | 2006  | 25        | 4         | 8              | 0              | 33    | 4     |
| Yokohama F. Marinos | 2007  | 30        | 14        | 9              | 4              | 39    | 18    |
| Yokohama F. Marinos | 2008  | 29        | 7         | 8              | 0              | 37    | 7     |
| Albirex Niigata     | 2009  | 33        | 4         | 6              | 0              | 39    | 4     |
| Albirex Niigata     | 2010  | 28        | 4         | 5              | 0              | 33    | 4     |
| Albirex Niigata     | 2011  | 5         | 0         | 0              | 0              | 5     | 0     |
| JEF United Chiba    | 2011  | 9         | 3         | -              | -              | 9     | 3     |
| Consadole Sapporo   | 2012  | 20        | 0         | 5              | 1              | 25    | 1     |
| Giravanz Kitakyushu | 2013  | 35        | 3         | -              | -              | 35    | 3     |
| Giravanz Kitakyushu | 2014  | 33        | 1         | -              | -              | 33    | 1     |
| Giravanz Kitakyushu | 2015  | 32        | 0         | -              | -              | 32    | 0     |
| Giravanz Kitakyushu | 2016  | 11        | 0         | -              | -              | 11    | 0     |
| Total               | Total | 492       | 98        | 50             | 5              | 542   | 103   |

## Palmarés

### Títulos nacionales
| Título             | Club             | País  | Año  |
| ------------------ | ---------------- | ----- | ---- |
| Copa del Emperador | Yokohama Flügels | Japón | 1998 |